# Charles Maguire

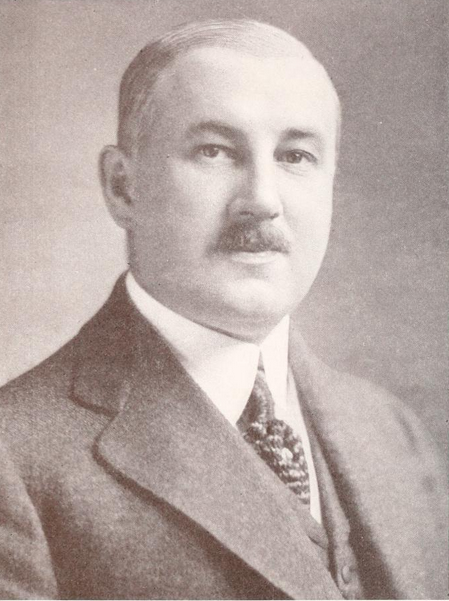
Charles Maguire

Charles Alfred Maguire (* 24. Mai 1875 in Toronto, Ontario; † 14. Oktober 1949) war der 38. Bürgermeister von Toronto. 
Maguire begann seine berufliche Laufbahn bei der Versicherungsgesellschaft Maguie & Company und wurde später zum Vizepräsidenten der Eisenbahngesellschaft Hydro-Electric Railway Association. Er war in den Jahren 1909–12 und 1914–17 im Stadtrat. Am 21. Dezember 1921 wurde er zum Bürgermeister von Toronto gewählt und bekleidete von Januar 1922 bis Januar 1924 das Amt. Charles Maguire war mit Lillian Cusack verheiratet und hatte mit ihr zusammen einen Sohn. 